# Infrason
Les infrasons sont des ondes sonores de basse fréquence ; ce sont donc à la fois des vibrations mécaniques et des oscillations acoustiques. Ils sont habituellement situés sous le seuil de la limite moyenne des sons graves perceptibles par l'oreille humaine, soit entre 0 Hz et 16 à 20 Hz environ,, c’est-à-dire que les périodes de leurs vibrations acoustiques se répètent toutes les 16 à 20 fois par seconde. S’ils sont émis à haute intensité dans une gamme située entre 16 et 20 Hz, ils peuvent provoquer pour l'auditeur une sensation de « tonalité ». Aux fréquences inférieures, pour des raisons physiologiques, ils ne sont plus perçus par l'ouïe (à partir d'une limite dite « fréquence supérieure des infrasons »).
De nombreuses études ont porté sur la production et la transmission des infrasons et des ultrasons, ainsi que sur la sensibilité humaine (et de quelques espèces animales) à ces fréquences, à différentes intensités d'exposition. Les sources naturelles les plus constantes et communes en sont le vent (à 100 km/h, le vent produit des infrasons à environ 135 dB), les vagues marines (qui à une fréquence de moins de 1 Hz en émettent à une hauteur de 100 dB environ). La sismicité naturelle du globe terrestre en est aussi une source constante. Des sources artificielles d’infrasons, notamment industrielles, sont de plus en plus présentes et très nombreuses.

## Audition et autres formes de perception
La sensibilité de l'audition humaine au spectre sonore et à l'intensité de sons varie, selon l'âge, l'attention et les individus, approximativement de 20 à 20 000 Hz.
La bande de fréquence de 20 à 40 Hz est une zone de transition entre les infrasons et les sons audibles. Au-delà de 20 kHz et sous 20 Hz, les sons ne sont généralement plus perceptibles par l'oreille humaine (sauf à forte intensité pour les infrasons) ; d'autres organes permettent alors de les ressentir en tant que phénomène vibratoire, par exemple la cage thoracique, l'abdomen, la peau, les globes oculaires, les muscles, le squelette ou la boite crânienne ou d'autres organes internes, en entrant en résonance avec eux ou en ressentant l'énergie vibratoire induite. De tels infrasons sont également perceptibles par une personne atteinte de surdité, par exemple pour des niveaux sonores de l’ordre de 124 dB, (décibels) à 4 Hz. On parle parfois dans ces cas de « perception vibrotactile » (mais ce mot a d'autres acceptions). L'INRS estime en 2006 que selon la littérature scientifique, « Au-delà de 40 Hz et jusqu’à 100 Hz, on admet que l’on a affaire à des sons audibles basse fréquence », et comme pour toutes les fréquences audibles, une écoute binaurale (par les deux oreilles) semble améliorer la sensibilité aux infrasons (de 3 dB par rapport à une écoute monaurale).
On sait depuis longtemps que le bruit à haute intensité est délétère pour l’audition et on s’attache depuis plusieurs décennies à déceler et mesurer d’éventuels effets de la part inaudible des vibrations auxquelles nous sommes exposés. La NASA, qui expose ses pilotes et astronautes à des niveaux très élevés de vibrations et de bruit, s’y est notamment intéressée. Les expériences préparant les missions Apollo ont exposé sous contrôle médical des volontaires à des niveaux très élevés d’infrasons (120 à 140 dB), sans effets nocifs détectés sur leur santé ; un niveau élevé d’infrasons est ainsi bien plus supportable que le même niveau sonore dans la plage normale de fréquences audibles.
On a montré en laboratoire sur le modèle animal que les infrasons ont bien des effets physiologiques, mais uniquement en cas d'expositions chroniques et de haute amplitude. Chez l'humain, à partir d'un niveau élevé (qui porte l’infrason près du seuil d'audition) des réactions de fatigue, de dépression, de stress, d’irritation, d’asthénie, de mal de tête, de troubles de la vigilance ou de l’équilibre et des nausées (« mal de mer ») ont été décrits. Le seuil d'audibilité est le volume sonore minimal perceptible par l’oreille humaine ; « plus les fréquences sonores sont basses, plus le niveau sonore doit être élevé pour qu’il soit perceptible ». Ces réactions pourraient être dues à la mise en vibration de certains organes internes (digestifs, cardio-vasculaires, respiratoires) ou des globes oculaires en présence de certains infrasons.
À titre de comparaison, de telles réactions n’apparaissent qu’à des seuils bien supérieurs aux infrasons émis par les éoliennes (par exemple évalués en 2004 par Jakobse et par van den Berg. Selon les résultats de Hayes (2006), induire une maladie vibroacoustique (VaD) chez l'animal nécessite de l'exposer à un niveau de 50 à 60 dB plus élevé que le niveau d’infrasons et de sons de basse fréquence émis par les fermes éoliennes dans cette plage de fréquences.

## Sources d'infrasons

Illustration des processus de production de divers types de sons par une tornade (des ultrasons aux infrasons>)

Selon l'Institut national de recherche et de sécurité (INRS), « les sources infrasonores sont nombreuses, qu’elles soient naturelles ou artificielles ». Certaines sont nocives ou gênantes. Exceptionnellement, des sources cohérentes émettant deux fréquences pures non infrasonores assez proches peuvent aussi — en raison de non-linéarités du milieu — localement provoquer l’apparition d’infrasons parasites perçus comme des battements (mais alors à des niveaux sonores généralement assez faibles).

### Sources naturelles
Parmi elles, la littérature scientifique identifie dans une large fréquence de sons « des composantes de haute énergie se situant dans la partie infrasonore du spectre », notamment :
- les mouvements violents de masses d'air, qui tous engendrent des infrasons. Ainsi des vents forts, des tempêtes (marines, notamment[16]), cyclones tropicaux, trombes et tornades en particulier qui produisent des infrasons jusqu’à 135 dB à 100 km/h[3], pouvant parfois perturber l’ionosphère[17] ;
- la pénétration dans l'atmosphère d'un météore[18],[19] ;
- les fluctuations rapides de la pression atmosphérique (< 1 Hz à 100 dB)[3] ;
- les mouvements de grandes masses d'eau (vagues océaniques, < 1 Hz)[3], tsunamis[20] ;
- certaines vibrations du sol induites par des éruptions volcaniques et d'autres phénomènes tectoniques (dont les tremblements de terre) ;
- le tonnerre et les éclairs ;
- les chutes d'eau ;
- certains animaux, tels que baleines, Pinnipèdes, éléphants, casoars... qui utilisent les infrasons pour communiquer à grande distance (à 15 à 30 Hz pour l'éléphant d'Afrique par exemple)[21]. Il est possible que leur sensibilité aux infrasons explique une partie des capacités étonnantes des oiseaux migrateurs ; le pigeon voyageur s'y montre par exemple très sensible : il perçoit des infrasons dans la gamme de 0,1 à 20 Hz (fréquences correspondant à des longueurs d'onde de l'ordre de la centaine de mètres et se propageant à des kilomètres). Les oiseaux seraient ainsi bien plus sensibles que nous aux variations brusques de pression atmosphérique et aux ondes de pression de certains phénomènes sismiques[21], ce qui pourrait expliquer leur anticipation avancée de certains changements météorologiques.

Les composantes de basse fréquence de ces phénomènes peuvent être transmises d'un fluide à un objet ou inversement, « ré-émises dans l'air ». Dans le milieu naturel (ou anthropisé), la présence locale et parfois temporaire de certaines « couches » dans les nuages, dans le sol géologique et dans l'eau peut conduire des infrasons sur de très grandes distances (dizaines à centaines de kilomètres). Certaines espèces de baleines utilisent ainsi des couches océaniques de densité thermique et/ou saline différenciée comme canal SOFAR (SOFAR channel, l'équivalent d'un guide d'ondes acoustique, étudié et utilisé par l'acoustique sous-marine) pour communiquer sur de très longues distances (à l'inverse des animaux qui émettent dans l'ultrason, dont les appels et chants sont rapidement atténués par le milieu ambiant). Dans un contexte normal, le chant de la baleine à bosse (15 400 Hz) est audible à dix kilomètres, mais jusqu'à plusieurs centaines ou milliers de kilomètres dans les meilleures conditions.

### Moyen de communication animale
Les infrasons jouent un rôle dans la communication chez certains mammifères tels que les éléphants, les baleines, les dauphins (9 Hz chez certaines espèces), les furets (16 Hz) les okapis et peut-être les girafes ou le furet voire certains poissons (le Poisson rouge les perçoit un peu sous les 20 Hz).

#### Éléphants
L'éléphant peut communiquer à grande distance (une trentaine de kilomètres) en produisant des infrasons avec son larynx (cachés dans le barrissement) ou en frappant des pieds sur le sol. L'onde sismique est alors perçue par la partie vestibulaire de son oreille interne (crêtes des ampoules des canaux semi-circulaires, macules utriculaires et sacculaires),.

#### Cétacés
Les Cétacés émettent des sons dans une très large bande de fréquence, entre 9 Hz et 150 kHz environ, donc pas tous audibles par l'homme.

#### Okapis et girafes
Les okapis ou les girafes, que l'on pensait autrefois muettes, communiquent, selon certains auteurs, au moyen d'infrasons, d'après des enregistrements de girafes du zoo de Riverbanks de Columbia (Caroline du Sud), et celles du zoo d'Asheboro (Caroline du Nord),,. Il a été suggéré que le vaste sinus frontal des girafes pourrait jouer un rôle de chambre de résonance pour la production et/ou perception d'infrasons et que certains mouvements du cou (étirement notamment) pourraient être associés à la production de vocalisations infrasonales par résonance de Helmholtz, bien qu'en 2003 Bashaw lors de sa thèse n'était pas arrivé à confirmer qu'il existe une vraie communication infrasonore chez cette espèce. Sur cinq enregistrements d'infrasons effectués dans la nature, deux ont été produits lors d'interactions sociales de proximité, suggérant que ces vocalisations pourraient jouer un rôle de communication, qui reste à confirmer. Les mécanismes de transmission aérienne et/ou sismique de ces vocalisations doivent encore être évalués.
Des enregistrements effectués (de jour et de nuit) dans trois zoos européens ont montré en 2015 que la girafe produit la nuit des sons de différents types, dont des grognements et des vocalisations harmoniques, soutenues et modulées en fréquence (dont aucune n'est dans la gamme infrasonore). Les auteurs de cette étude suggèrent de considérer avec prudence l'hypothèse d'une vraie communication infrasonienne chez la girafe et invitent à des études complémentaires.

### Sources anthropiques
- Certaines musiques (ex. : musique électronique drum and bass), des musiques diffusées à forte puissance et les bandes-sons de certains films (l'un des premiers cas d'effets sonores intégrant volontairement les basses-fréquences aurait été un film catastrophe intitulé Tremblement de terre, dont la bande son, amplifiée par des haut-parleurs spéciaux faisait trembler les fauteuils des spectateurs), encourageant les salles de cinéma à peu à peu s'équiper de haut-parleurs adaptés à cette gamme de fréquence (subwoofers)[31] ;
- Certains systèmes d'alarme[31], pour rendre le bruit émis plus insupportable pour un éventuel intrus ;
- Tous les moyens de transport motorisés classiques (motos, mobylettes, scooters, automobiles, camions, hélicoptères, avions, bateaux à moteur, trains/TGV...) ont une composante vibratoire basse fréquence et infrasonore, exacerbée aux moments du démarrage et des changements de vitesse ou de direction[32], plus ou moins importante selon l'engin et son régime de fonctionnement ou son état ; Dans une voiture ou un train, un passager peut subir un niveau de 120 dB à des fréquences de 1 Hz à 20 Hz, voire jusqu'à 115 à 150 dB (pour les mêmes fréquences) dans un cockpit d'hélicoptère[3] ;
- Certaines machines industrielles (lourdes et à moteurs tournants notamment[33]) sont connues comme étant émettrices d'infrasons : climatiseurs et ventilateurs, pompes et compresseurs, machines à sécher, machines à air climatisé, éoliennes, broyeurs, centrifugeuses à béton, etc. des marteaux-pilons, vibreurs, ou encore certaines machines à laver ou essoreuses produisent couramment des niveaux significatifs, voire élevés d'infrasons ;
- Dans les années 2000, les éoliennes sont souvent citées par leurs détracteurs comme source d'infrasons nuisant à la santé. En réponse à cette crainte plusieurs études et bilans scientifiques ont été dressés. En 2005, les industriels anglais puis en 2006 l'INRS estiment que « les niveaux émis sont de l’ordre de ceux des sources naturelles (vent) »[3].
En Amérique du Nord (États-Unis et du Canada) face aux informations contradictoires sur le sujet, l’AWEA et le CanWEA ont commandé une étude, confiée à un comité consultatif scientifique pluridisciplinaire. Ce comité regroupait huit experts indépendants : médecins en otolaryngologie, audiologistes et experts en acoustique, venant des États-Unis, du Canada, du Danemark et du Royaume-Uni et impliqués en médecine du travail ou santé publique. Il a été chargé de mettre à jour une bibliographie scientifique (études revues par des pairs, collectées dans la base PubMed) sur le sujet du bruit des éoliennes et d'éventuels effets sur la santé (ainsi que sur les maladies dites d'origine vibroacoustique qui pourraient hypothétiquement ou avec certitude être induites par une certaine gamme ou hauteur de vibration) ; et de l'étudier, pour produire un document de référence faisant autorité pour les décideurs (législatives et réglementaires) et pour « quiconque souhaitant y voir clair, compte tenu des informations contradictoires qui circulent sur le son produit par les éoliennes ». « Après avoir passé en revue, analysé et échangé sur les connaissances actuelles dans ce domaine », le consensus scientifique du groupe a été que : 
- « Il n’y a pas de preuve que les sons à basse fréquence en deçà des seuils audibles et les infrasons émanant des éoliennes ont des effets physiologiques nocifs directs de quelque nature que ce soit ».
- « Les vibrations des éoliennes transmises par le sol sont trop faibles pour être détectées par les humains et pour avoir des effets sur leur santé ». 
- « Les sons émis par les éoliennes ne sont pas uniques. Il n’y a aucune raison de croire, en se fondant sur les niveaux sonores et les fréquences de ces sons, de même que sur l’expérience de ce panel en matière d’exposition au son dans les milieux de travail, que les sons des éoliennes puissent, de manière plausible, avoir des effets directs qui pourraient être nocifs pour la santé ». 
En France l'AFSSET, en se basant sur des mesures faites sur et à proximité de 3 parcs éoliens[34] par le CEREMA, produit une autre expertise collective qui conclut en 2017 que les résultats des mesures ainsi que les données scientifiques, épidémiologiques et médicales disponibles sur les risques pour la santé « ne justifient ni de modifier les valeurs limites d’exposition au bruit existantes, ni d’étendre les fréquences sonores actuellement considérées dans la réglementation aux infrasons et basses fréquences sonores ». L'effet décrit par certains riverains serait donc de type nocebo (effet inverse de l’effet placebo) qui engendre des effets et un ressenti négatifs quand on pense "être exposés à des infrasons inaudibles" alors qu’on ne l'est pas, mais qui correspond à un stress réel[35]. L'AFSSET recommande de mieux informer des riverains lors de l’implantation des parcs, et de continuer à compléter les connaissances sur l'exposition aux basses-fréquences et ses éventuels effets sur la santé[36] ;
- Le bruit et le vibrations de certains chantiers (chantiers de démolition, explosions[3] en carrière et chantiers impliquant par exemple l'utilisation de grues, de marteau-piqueur, de fonceurs de palplanches... chantiers de bûcheronne à la tronçonneuse...) ;
- Deux sources de bruit, si elles sont cohérentes et proches et correspondent à « deux fréquences pures non-infrasonores proches », peuvent parfois interagir et produire des infrasons alors perçus comme des « battements à la fréquence différence (différence entre les deux fréquences de départ) en raison des non-linéarités du milieu »[3] ;
- Certains appareils thérapeutiques utilisent et émettent des infrasons ; ils produisent des massages vibratoires[3]. Cet usage a été approuvé aux États-Unis par la Food and Drug Administration (FDA) dans la plage de 8 à 14 Hz[37]) ;
- Les tirs de feux d'artifice ;
- Le vol et le bang sonique des avions supersoniques[20], militaires ou civils tels que par exemple le Concorde[38], qui ont aussi été utilisés pour « explorer » l’atmosphère[39] ;
- Les tirs par armes à feu (du canon au pistolet), les tirs par armes à air comprimé, les tirs de fusées ou de navettes spatiales[40],[41], dont les vagues d’infrasons perturbent l’ionosphère[42] ; les tirs de missiles[43], toute explosion sous-marine, tout changement brusque de vitesse et/ou de direction d'un véhicule ou d'un objet en mouvement rapide ;
- Les systèmes actifs de mesure sismique par exemple utilisés pour la prospection minière, pétrolière et gazière ;
- Certains dispositifs militaires[44] (dont les niveaux ne sont pas publiés[3]).

## Propagation et atténuation des infrasons
En raison des caractéristiques des basses fréquences, les infrasons se propagent très bien dans tous les milieux ; liquides (eau), gazeux (dont l'air) ou élastico-solides (sol, structures, infrastructures construites, etc.). Seul le vide intégral les arrête immédiatement. Les molécules constituant l'air ne diminuent l’énergie d'une onde infrasonore de 10 Hz que d'environ 0,1 dB/km, soit 100 fois moins que les 10 dB/km absorbé par l'air pour des sons de fréquence audible à 1 kHz.
La règle de l'atténuation due à la propagation en ondes sphériques (6 dB de moins chaque fois que la distance double) vaut aussi pour les infrasons ; c'est le principal facteur d'atténuation énergétique des ondes infrasonores avec la distance.
Les sources d'infrasons peuvent dont être très éloignées (centaines à milliers de kilomètres) et leur gamme de fréquence (grandes longueurs d’onde, par exemple 34 m pour une fréquence de 10 Hz) rend plus difficile la mesure de la directivité de la source. En outre, beaucoup de sources industrielles apparaissent « petites » par rapport à la longueur d’onde émise. Les infrasons étant peu freinés, la source émettrice les envoie dans toutes les directions de l’espace avec une énergie à peu près équivalente ; on les dit « omnidirectionnelles ». Ces caractéristiques rendent difficile la localisation de l’origine de nombreux infrasons.
Pour toutes ces raisons, il est presque impossible de se protéger des infrasons par les méthodes classiques d'isolation phonique par absorption acoustique. Des solutions de « contrôle actif du bruit » sont récemment apparues, qui permettent de créer un silence artificiel localement (dans une petite partie de la sphère d'émission), mais elles ne parviennent pas à inhiber toute l'émission, et sont imparfaites à grande échelle en raison de l'omnidirectionnalité des sources.
La solution la plus pratique en cas de gêne ou problème grave est généralement de désactiver, déplacer ou supprimer l'émetteur.

## Effets des infrasons
Aux niveaux naturels courants, l'exposition aux infrasons n'a pas d'effets connus. Mais la vie moderne et certains métiers exposent à de nombreuses sources artificielles d'infrasons, dont certains peuvent avoir un effet gênant voire nocif. Ainsi, fin 1963, le docteur Gavreau, du Laboratoire d'électro-acoustique de Marseille, se rend compte que les chercheurs de son équipe sont sujets à des nausées et des maux de tête violents et inexplicables. Ils finissent par découvrir qu’un ventilateur du système de ventilation en est la cause : la machine en fonctionnant émettait un son à une fréquence de 7 Hz qui, amplifié par le conduit d'aération où elle était encastrée, devenait insupportable bien qu'inaudible. L'hypothèse de la nocivité de certains infrasons pour l'Homme est périodiquement mise en débat dans les médias.
La perception ou l'utilisation d'infrasons par la faune est également abordée pour la communication à longue distance chez les éléphants ou grands cétacés, ou dans un but hypothétiquement paralysant sur l'homme ou des proies animales des infrasons. Exposées au rugissement d'un tigre au moment d'une attaque, des personnes auraient ressenti une peur panique irrépressible, bien que n'ayant auditivement perçu aucun son. Certains lieux réputés « hantés » par des esprits amplifieraient en fait des infrasons par des conduits d'aération. D'anciens bureaux désaffectés ont servi de troisième exemple de cet effet des infrasons sur l'homme, de type syndrome du bâtiment malsain. Le taux de suicide de salariés qui travaillaient dans de tels bureaux était anormalement élevé ; le personnel y était sujet à des dépressions, des nausées et des maux de tête. Dans ce cas, la cause s'est avérée être des infrasons émis par le système de ventilation d'un tunnel autoroutier proche.
Au delà de certains seuils de puissance, les infrasons constituent une gêne physiologique importante pour les animaux et les humains. Une exposition prolongée induit un inconfort, une fatigue, voire des troubles nerveux ou psychologiques. À forte puissance, les infrasons ont des effets mécaniques et physiologiques nocifs, voire destructeurs. Des essais d'utilisation soniques non létales ou létales ont eu lieu, notamment lors d'expériences menées durant la Seconde Guerre mondiale par les nazis. L’usage de telles armes pourrait ne jamais voir le jour en raison de leur caractère d’armes de destruction massive, non discriminante et des « souffrances inutiles » ou de « blessures superflues » quelles peuvent induire. De plus, des solutions de contrôle actif du bruit pourraient localement annuler leurs effets.
À forte puissance, les infrasons traversent tous les milieux, bien plus facilement que les hautes fréquences car ils sont moins vulnérables aux réflexions[réf. nécessaire], ce qui explique la longue ou très longue portée de leur énergie acoustique. Quand ils sont très puissants, les infrasons peuvent faire vibrer des objets voire mettre un bâtiment en branle.
Si leur fréquence est un sous-multiple de la fréquence de résonance de notre système auditif, ce dernier entre en résonance, produisant un « bourdonnement d'oreilles » dont l'intensité varie avec celle des infrasons, éventuellement extrêmement pénible. Plaquer les mains sur les oreilles ne change rien car elles sont « transparentes » aux infrasons, mais il suffit que d'autres fréquences atteignent les tympans (si d'une intensité en rapport avec celle des infrasons) pour bloquer la résonance : écouter la télévision ou la radio permet par exemple de reprendre un travail cérébral en ambiance ultrasonique. Nous n'entendons pas les infrasons, mais la résonance induite (nombre de micro-centrales hydroélectriques sont source d'infrasons ; pour donner un ordre d'idée, une centrale de 1 500 kW peut éventuellement être perçue par l'oreille humaine à plus de huit kilomètres, une trois fois plus puissante à une trentaine de kilomètres. Il s'agit dans ces cas de centrales ou l'harmonie génératrice/roue/frappes n'est pas respectée, augmentant ainsi considérablement la génération d'infrasons).

## Gestion des risques, précautions et recommandations
Les travailleurs de certaines installations de transport, de certaines industries, de boites de nuit, d'organisation de concerts de plein air et certains musiciens ou auditeurs de musique, ou encore les bûcherons utilisant des tronçonneuses peuvent y être particulièrement exposés.
Des effets physiologiques sont démontrés pour des expositions à des niveaux élevés ; ils ont abouti à une prise en compte progressive dans la réglementation et les études d'impact, ainsi parfois qu'à certaines mesures correctives et de prévention[réf. nécessaire].
Des valeurs limites d'exposition ont été proposées ou sont à l'étude dans plusieurs pays ; une revue scientifique spécialisée, Journal of Low Frequency Noise, Vibration and Active Control, a été lancée, consacrée aux effets des infrasons chez l'homme et aux moyens de les atténuer, éviter ou compenser. Leurs effets et plus encore les mesures à prendre aux intensités moyennes sont encore discutés.
En l'absence de réglementation, des recommandations et bonnes pratiques ont paru, notamment listées par l'Institut national de recherche et de sécurité (INRS) en France, publiées dans la revue Hygiène et sécurité du travail.

## Applications

### Détection et applications pour la surveillance

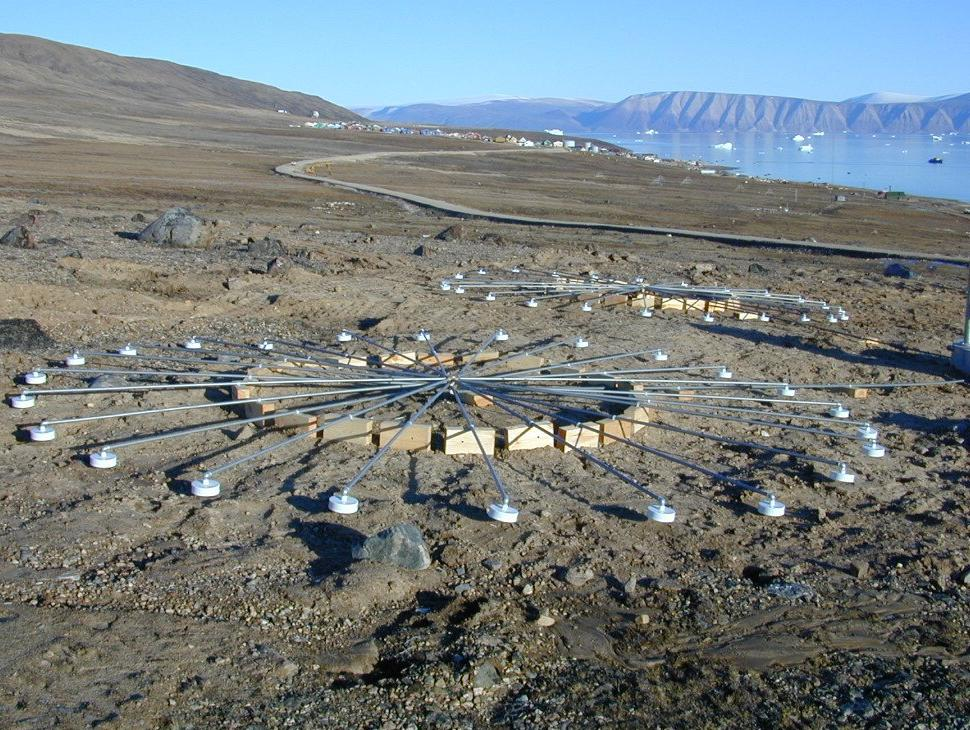
Dispositif de détection d'infrasons (ici au Groenland).

Lors de la Première Guerre mondiale, les alliés ont utilisé les infrasons pour localiser l'artillerie ennemie (parfois lointaine, camouflée en forêt ou montée sur rails). Avec l’invention de la bombe atomique, des réseaux de détections d’infrasons ont été mis en place de par le monde.
Aujourd'hui, des réseaux de capteurs fixes ou mobiles permettent (pour des objectifs civils et/ou militaires) de détecter, mesurer et suivre sur des milliers de kilomètres d'importantes vagues d'ondes acoustiques basses-fréquences (comprenant principalement les infrasons, jusqu'à des fréquences de seulement quelques hertz), vagues d’ondes qui se propageant dans le sol, la mer ou l'atmosphère terrestre. 
Une analyse informatique permet de les isoler et de prendre en compte leur interactions avec l’environnement (le vent notamment qui est aussi une source permanente d’infrasons). Ils permettent alors de détecter et localiser des émissions naturelles (tsunamis, volcanisme, entrée de météorite dans l'atmosphère) et/ou artificielles tels que bang sonique d'avions supersoniques ou des explosions (essais nucléaires ou accidents notamment), qui présentent chacune des « signatures » particulières ou encore des tirs de missiles etc..

Des travaux de modélisation affinée (en 2D et 3D) en acoustique et mécanique des fluides sont encore en cours. Elles visent à mieux tenir compte des interactions des infrasons avec les variations saisonnières et jour/nuit de température et surtout avec le vent, les sols, la mer. Il s'agit aussi de prendre en compte l'inhomogénéité du sous-sol et des montagnes (effets non linéaires et d'absorption thermovisqueuse dans l'air et surtout dans les hautes couches de l'atmosphère,,. Ceci se fait sur la base de l'Équation de Burgers (augmentée) et des équations de Navier-Stokes notamment,).

En 1986, la navette spatiale Challenger a explosé à 15 km d’altitude ; 13 heures après une série de microbarographes au sol détectait à environ 14300 km de là une séquence d’ondes infrasonores très intense (périodes de 400 à 700 secondes, amplitude d'environ 30 Pa et vitesse de propagation d'environ 300 m/s, soit une signature proche de celles des explosions nucléaires ; la période principale du signal était de 537 secondes et plus de 90% de l'énergie reçue l’a été dans la plage de 300 à 1000 secondes ; cette vague d’infrason fut un tsunami invisible et inaudible mais intense puisqu’équivalent à la vague d’infrasons qui aurait été générée par 140 Mt de TNT ou l’explosion de 2 à 3 bombes H nucléaires. Ce réseau est notamment chargé de vérifier que les pays signataires respectent le Traité d'interdiction complète des essais nucléaires).
Plus loin de la Terre, les infrasons pourraient être utilisés pour comprendre comment est organisé l’intérieur de Vénus.

### Dans le domaine musical
Une partie des instruments utilisés par les orchestres symphoniques ou contemporains (guitare électrique, grosse caisse…) et plus encore les puissants haut-parleurs diffusant de la musique synthétique et/ou à forte puissance émettent des infrasons.
La première moitié de la première octave perçue par l'humain (20 - 40 Hz ou 16-32 Hz) est à la frontière entre l'infrason et le « sous-grave (en) », elle produit une impression à la fois auditive et physique, qui donne une sensation augmentée de « présence » et de « force » du son, par exemple recherchée dans les salles de cinéma ou sur certaines scènes de concert en extérieur.

### Usages thérapeutiques sur l'homme et l'animal
De même que des ultrasons, la médecine utilise parfois des infrasons, alors produits par des appareils de confort ou thérapeutiques (massage mécanique, thérapie par onde de choc radiale).
Au début des années 2000, plusieurs types d’appareils à masser sont utilisés sur l’homme, ou par des vétérinaires sur l’animal. Dans ce dernier domaine, l'outil s'est montré efficace sur des animaux grands (cheval) et de petite taille (chien). Ces appareils, autorisés par la Food and Drug Administration aux États-Unis, sont munis d’embouts adaptés à différentes application allant du drainage bronchique chez le nourrisson au drainage lymphatique, en passant par le traitement de fibroses musculo-tendineuse, de contractures, d’arthrose débutante ou d’escarres.

### Systèmes de sonorisation
Dans le domaine de la musique, la recherche de production ou reproduction d'infra-grave est beaucoup plus marginale que celle de sous-grave ou sub-bass (en), les solutions proposées par le commerce sont donc très rares. La plupart des amateurs avertis se tournent vers des solutions sur mesure, requérant des caissons renforcés très volumineux, des transducteurs spécialisés et une réserve en amplification de puissance dépassant souvent le kilowatt.
Moins un transducteur (subwoofer) est efficace, moins il est en mesure de restituer le sous-grave à une pression sonore suffisamment élevée. L'infra-grave étant très difficile à reproduire pour un transducteur, le risque d'atteindre les limites mécanique ({\displaystyle Xmax}) et parfois thermique du transducteur est important, provoquant souvent des bris de l'équipement s'il n'est pas protégé par un filtre contre les infrasons (subsonic filter). Certains amateurs de cinéma-maison recherchent des performances de haut niveau en visant une reproduction des infrasons à des fréquences aussi basses que 10 Hz à ± 3 décibels par rapport au reste du spectre. Cela demande des transducteurs spécialisés dans les forts déplacements d'air (jusqu'à huit litres par poussée, voire plus) et ayant une construction très robuste. Le diamètre d'un transducteur ou la taille de son aimant peuvent ne pas suffir, la conception d'un transducteur de grave est très différente de celle d'un transducteur de sous-grave, en particulier lorsque ce dernier doit reproduire aussi l'infra-grave. Pour la sonorisation professionnelle (spectacle, disco, événements extérieurs, etc.), il n'est à peu près jamais question d'infra-grave et même rarement de la première octave (20-40 Hz) dans le sous-grave parce que trop difficile, coûteux et laborieux à reproduire à un niveau de pression sonore suffisant.
Les infrasons sont moins connus que les ultrasons, notamment parce qu'ils sont moins utilisés et plus difficiles à produire.